# Úrvalsdeild 1935
Thống kê của Úrvalsdeild mùa giải 1935.

## Tổng quan
Có 4 đội tham gia, và Valur giành chức vô địch. Þorsteinn Einarsson của KR và Bjarni Ólafsson, cũng như Magnús Bergsteinsson của Valur, đều là vua phá lưới với 3 bàn thắng mỗi cầu thủ.

## Bảng xếp hạng
| Vị thứ | Câu lạc bộ | St | T | H | B | BT | BB | HS  | Đ |
| 1      | Valur      | 3  | 2 | 1 | 0 | 6  | 2  | +4  | 5 |
| 2      | KR         | 3  | 2 | 0 | 1 | 10 | 2  | +8  | 4 |
| 3      | Fram       | 3  | 1 | 1 | 1 | 6  | 3  | +3  | 3 |
| 4      | Víkingur   | 3  | 0 | 0 | 3 | 2  | 17 | -15 | 0 |